# Râul Rău, Bârsănești
Râul Rău este un curs de apă, afluent al râului Bârsănești.  